# Belerion
Belerion (em grego clássico: Βελέριον, também latinizado como Belerium ou Bolerium) foi o promontório sudoeste das Ilhas Britânicas, conforme descrito por Píteas no século IV a.C. A obra original de Píteas não sobreviveu, mas ele é citado pelo historiador do século I a.C. Diodoro e pelo geógrafo do século II d.C. Ptolemeu. Seus habitantes, não identificados por nome, foram descritos como "hospitaleiros com estrangeiros" devido à sua indústria de mineração de estanho [en], correspondendo aos modernos condados de Devon e Cornualha.

## Etimologia
Rivet [en] e Smith (1979) sugerem uma etimologia que associa Belerion a Belenos, com o elemento bel- do proto-indo-europeu, que supostamente significa "brilhante, reluzente". No entanto, na série de dicionários etimológicos indo-europeus de Leiden, o elemento tem o significado de "golpear, perfurar" em protocéltico e "guerra, combate" em latim e itálico antigo.

## Citações
Referências a Belerion são encontradas apenas em duas fontes da antiguidade clássica: a Bibliotheca Historica e a Geografia. Ambas são fontes secundárias ou terciárias, derivando originalmente de uma fonte primária: Píteas.

### Diodoro
A descrição mais detalhada de Belerion é encontrada na Bibliotheca Historica (5.21-22), escrita em grego antigo. A frase relevante está destacada:
5.21.3-4 αὕτη γὰρ τῷ σχήματι τρίγωνος οὖσα παραπλησίως τῇ Σικελίᾳ τὰς πλευρὰς οὐκ ἰσοκώλους ἔχει. παρεκτεινούσης δʼ αὐτῆς παρὰ τὴν Εὐρώπην λοξῆς, τὸ μὲν ἐλάχιστον ἀπὸ τῆς ἠπείρου διεστηκὸς ἀκρωτήριον, ὃ καλοῦσι Κάντιον, φασὶν ἀπέχειν ἀπὸ τῆς γῆς σταδίους ὡς ἑκατόν, καθʼ ὃν τόπον ἡ θάλαττα ποιεῖται τὸν ἔκρουν, τὸ δʼ ἕτερον ἀκρωτήριον τὸ καλούμενον Βελέριον ἀπέχειν λέγεται τῆς ἠπείρου πλοῦν ἡμερῶν τεττάρων, τὸ δʼ ὑπολειπόμενον ἀνήκειν μὲν ἱστοροῦσιν εἰς τὸ πέλαγος, ὀνομάζεσθαι δʼ Ὄρκαν. τῶν δὲ πλευρῶν τὴν μὲν ἐλαχίστην εἶναι σταδίων ἑπτακισχιλίων πεντακοσίων, παρήκουσαν παρὰ τὴν Εὐρώπην, τὴν δὲ δευτέραν τὴν ἀπὸ τοῦ πορθμοῦ πρὸς τὴν κορυφὴν ἀνήκουσαν σταδίων μυρίων πεντακισχιλίων, τὴν δὲ λοιπὴν σταδίων δισμυρίων, ὥστε τὴν πᾶσαν εἶναι τῆς νήσου περιφορὰν σταδίων τετρακισμυρίων δισχιλίων πεντακοσίων.
5.22 ἀλλὰ περὶ μὲν τῶν κατʼ αὐτὴν νομίμων καὶ τῶν ἄλλων ἰδιωμάτων τὰ κατὰ μέρος ἀναγράψομεν ὅταν ἐπὶ τὴν Καίσαρος γενομένην στρατείαν εἰς Βρεττανίαν παραγενηθῶμεν, νῦν δὲ περὶ τοῦ κατʼ αὐτὴν φυομένου καττιτέρου διέξιμεν. τῆς γὰρ Βρεττανικῆς κατὰ τὸ ἀκρωτήριον τὸ καλούμενον Βελέριον οἱ κατοικοῦντες φιλόξενοί τε διαφερόντως εἰσὶ καὶ διὰ τὴν τῶν ξένων ἐμπόρων ἐπιμιξίαν ἐξημερωμένοι τὰς ἀγωγάς. οὗτοι τὸν καττίτερον κατασκευάζουσι φιλοτέχνως ἐργαζόμενοι τὴν φέρουσαν αὐτὸν γῆν.
Essa passagem foi traduzida para o inglês pela primeira vez por George Booth (1700; reimpresso em 1814), mas a tradução de C. H. Oldfather [en] de 1939 é mais comumente usada:
5.21.3-4 A Bretanha tem a forma de um triângulo, muito semelhante à Sicília, mas seus lados não são iguais. Esta ilha se estende obliquamente ao longo da costa da Europa, e o ponto onde está menos distante do continente, segundo dizem, é o promontório que os homens chamam de Câncio, que está a cerca de cem estádios da terra, no local onde o mar tem sua saída, enquanto o segundo promontório, conhecido como Belerion, dizem estar a quatro dias de viagem do continente, e o último, segundo os historiadores, se estende para o mar aberto e é chamado Orca.
5.22 Mas daremos um relato detalhado dos costumes da Bretanha e das outras características peculiares à ilha quando chegarmos à campanha que César empreendeu contra ela, e, por ora, discutiremos o estanho que a ilha produz. Os habitantes da Bretanha que vivem ao redor do promontório conhecido como Belerion são especialmente hospitaleiros com estrangeiros e adotaram um modo de vida civilizado por causa de seu comércio com mercadores de outros povos. São eles que trabalham o estanho, tratando o leito que o contém de maneira engenhosa.

### Ptolemeu
Belerion também aparece na Geografia de Ptolemeu (II.3) como um nome alternativo para o promontório Άντιουέσταιον (ou Άλτιουεταίον, dependendo do manuscrito usado). Ele aparece em sua descrição da costa britânica e é o ponto extremo sudoeste das ilhas, como, por exemplo, Land's End:
Ἀντιουέσταιον (Ἀλτιουεσταῖον) ἄκρον τὸ καὶ Βολέριον
Traduzido e transliterado como:
Promontório Ántiouéstaion (ÁltiouestaÍon) ou Bolérion

## Localização

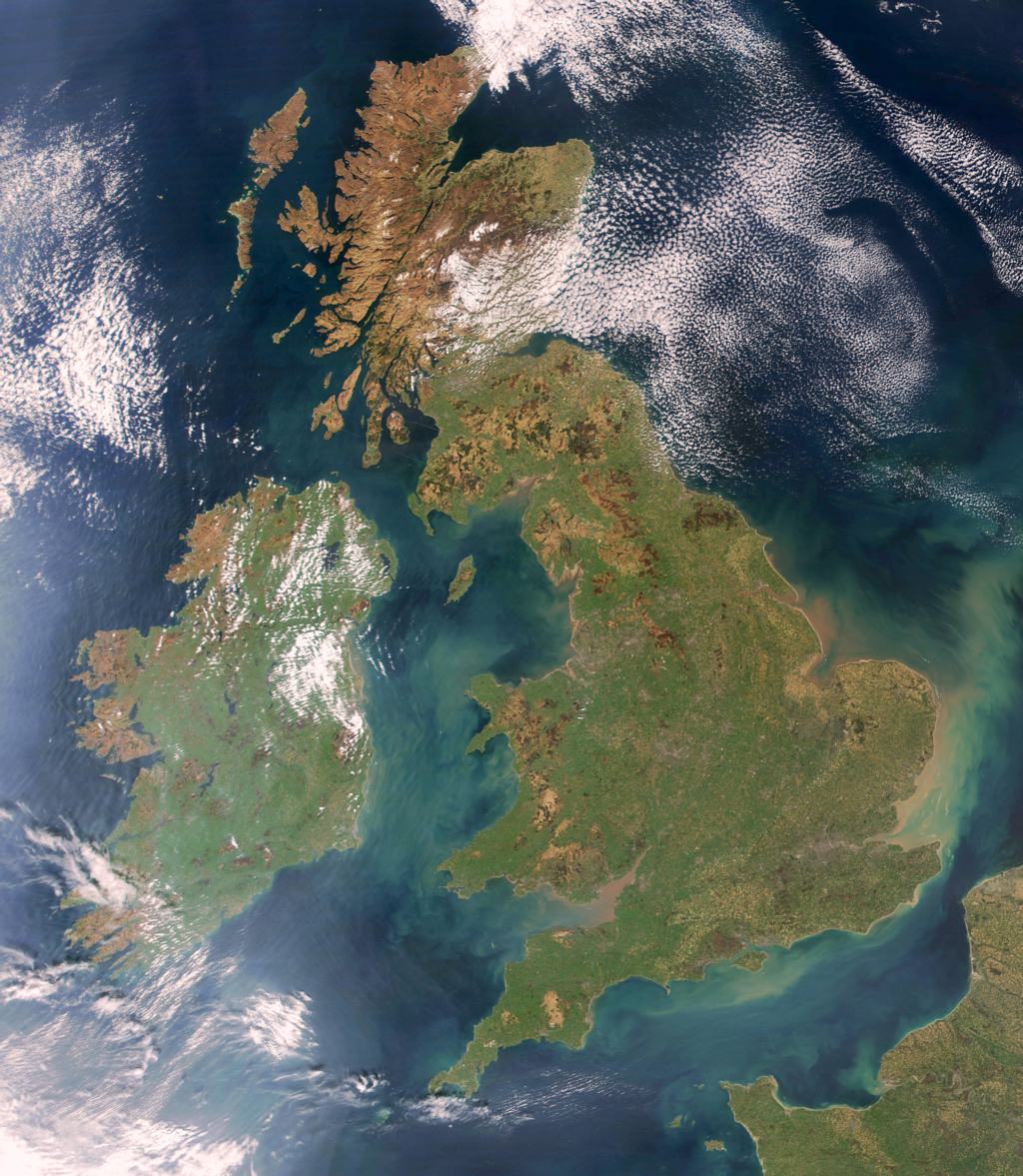
Imagem de satélite das Ilhas Britânicas. Píteas descreveu a Bretanha como um triângulo com três pontos extremos principais no norte, leste e sudoeste.

Píteas (por meio de Diodoro) não é específico sobre a localização de Belerion, exceto que era um promontório (ἀκρωτήριον) descrito em termos gerais de maneira semelhante a Κάντιον (Kent) ou Ὄρκαν (ponta norte do continente escocês, agora sobrevivendo apenas no topônimo para Órcades), e que seus habitantes produziam estanho que era transportado por mar para Ictis [en] e levado para Massalia através da Gália continental. Os únicos lugares nas Ilhas Britânicas que produziam estanho eram os modernos condados de Devon e Cornualha. Na Geografia de Ptolemeu, Belerion é um nome alternativo (possivelmente arcaico) para Land's End.